# Siamo tutti elefanti inventati
Siamo tutti elefanti inventati è il quinto album degli Stadio, pubblicato dalla EMI Italiana su LP (catalogo 66 7978071) e su CD (90 7978072) nel 1991.
Raggiunge la posizione numero 16 nella classifica italiana.

## Il disco
Dal 9 febbraio 1998, la Sony Music Italia ha reso disponibile per il download digitale la versione rimasterizzata.
Prima collaborazione di Andrea Fornili col gruppo.

## I brani
- Ci sarà
Scritto da Ivano Fossati, verrà successivamente da lui interpretato e inserito nell'album Lindbergh (1992).

## Tracce
Gli autori del testo precedono i compositori della musica da cui sono separati con un trattino. Nessun trattino significa contemporaneamente autori e compositori.
Lato A
1. Cerca di non esser via – 5:16 (testo: Vasco Rossi – musica: Beppe D'Onghia, Gaetano Curreri)
2. Generazione di fenomeni – 5:00 (Saverio Grandi, Gaetano Curreri)
3. Pelle a pelle – 5:01 (testo: Luca Carboni – musica: Bruno Mariani, Gaetano Curreri)
4. Ci sarà – 4:30 (Ivano Fossati)
5. Segreteria telefonica – 5:46 (testo: Claudio Lolli – musica: Gaetano Curreri)

Lato B
1. Ho bisogno di voi – 4:57 (testo: Saverio Grandi – musica: Saverio Grandi, Gaetano Curreri)
2. Chissà che cos'è – 5:52 (testo: Saverio Grandi – musica: Saverio Grandi, Gaetano Curreri)
3. Bianco di gesso, nero di cuore – 4:18 (testo: Roberto Roversi – musica: Beppe D'Onghia, Gaetano Curreri)
4. Siamo tutti elefanti inventati – 6:00 (testo: Roberto Casini – musica: Andrea Fornili, Gaetano Curreri)

## Formazione
Gruppo
- Gaetano Curreri – voce, tastiera
- Luca Orioli – tastiera
- Andrea Fornili – chitarra
- Giovanni Pezzoli – batteria

Altri musicisti
- Claudio Golinelli – basso
- Marco Nanni – basso (B3)
- Marco Tamburini – tromba, flicorno (A5)
- Sandro Comini – trombone
- Paride Sforza – sax
- James Thompson – sax (A1, B1)
- Beppe D'Onghia – arrangiamento (B3)
- Gianni 'Geo' Novi, Iskra Menarini, Milena Neri, Susanna Campisi, Saverio Grandi – cori